# En la plaza de mi pueblo
«En la plaza de mi pueblo» es una canción popular vinculada a la Segunda República Española. La canción se originó durante la Guerra civil española (1936-1939). El origen se suele atribuir a los anarquistas de la CNT-FAI, un sindicato que envió a sus propias milicias para luchar junto al Ejército Popular republicano. La melodía es de una canción popular española de 1931, «El Café de Chinitas», que a su vez se atribuye a Federico García Lorca, y que fue grabada por La Argentinita acompañada al piano por el propio Lorca.

## Letra
En la plaza de mi pueblo

dijo el jornalero al amo:

"¡Nuestros hijos nacerán

con el puño levantado!"
Y esta tierra, que no es mía,

esta tierra, que es del amo,

la riego con mi sudor

la trabajo con mis manos.
Pero dime, compañero,

si estas tierras son del amo,

¿por qué nunca le hemos visto

trabajando en el arado?
Con mi arado abro los surcos

con mi arado escribo yo

páginas sobre la tierra

de miseria y de sudor.